# Callitrichia ruwenzoriensis
Callitrichia ruwenzoriensis är en spindelart som beskrevs av Holm 1962. Callitrichia ruwenzoriensis ingår i släktet Callitrichia och familjen täckvävarspindlar.
Artens utbredningsområde är Uganda. Inga underarter finns listade.